# Wido Hempel
Wido Hempel (* 30. April 1930 in Bonn; † 7. November 2006 in Berlin) war ein deutscher Romanist, der hauptsächlich an den Universitäten Hamburg und Tübingen lehrte.

## Leben
Wido Hempel war ein Sohn des Nordisten Heinrich Hempel (1885–1973). Er studierte Romanistik an der Universität zu Köln und promovierte 1959 über Giovanni Verga. Nur wenige Jahre danach legte er seine Habilitationsschrift über den spanischen Dramatiker Lope de Vega vor. Danach folgte ein Ruf an die Universität Hamburg, dem 1975 ein Wechsel an die Eberhard Karls Universität Tübingen als Nachfolger von Kurt Wais folgte, wo er bis zu seiner Emeritierung 1990 forschte und lehrte. Weitere Werke sind Abhandlungen über Philipp II. und das Escorial sowie über Alessandro Manzoni.

## Herausgaben und Mitgliedschaften
1981 übernahm er als Nachfolger von Fritz Schalk die Herausgabe der Fachzeitschrift Romanische Forschungen und der Schriftenreihe Analecta Romanica. Bereits in Hamburg gehörte er zum Herausgeberkreis des Romanistischen Jahrbuchs. Die Real Academia Española, die höchste Autorität für spanische Sprache und Literatur, wählte ihn als einen der wenigen Ausländer zum korrespondierenden Mitglied. In Deutschland war Wido Hempel seit 1987 ordentliches Mitglied der Mainzer Akademie der Wissenschaften und der Literatur, wo er der Kommission für Romanische Philologie vorsaß.

## Persönliches
Hempel war verheiratet und hatte drei Kinder. Er war ein entfernter Verwandter des Bildhauers Ernst von Bandel, dem Erbauer des Hermannsdenkmals.